# Prikupljanje hrabrosti (1966.)
Prikupljanje hrabrosti je hrvatski dramski televizijski film koji je režirao Eduard Galić, dok je scenarist bio Ivo Stivičić. To je bio drugi film u Štivičićevom dramskom ciklusu filmova "Dijalozi" koji je govorio o malim temama iz svakodnevnog života.
Premijerno je prikazan 23. listopada 1966. na Televiziji Zagreb.

## Glumačka postava
- Ljubica Jović kao Mila
- Pavle Bogdanović kao Boris
- Špiro Guberina kao Pinko
- Ljiljana Gener koa Vera
- Ingeborg Appelt kao Senka
- Ivo Šubić kao Martin
- Josip Marotti kao Mileta
- Rade Šerbedžija kao Skalper
- Boris Festini kao gospodin sa knjigom u knjižari
- Nikola Car kao Skalperov partner
- Žarko Potočnjak kao pretučeni mladić u kavani
- Jagoda Antunac Katić kao mlada djevojka u kavani
- Vjenceslav Kapural kao gospodin koji želi piće
- Gordan Pičuljan

## Vanjske poveznice
- Prikupljanje hrabrosti u internetskoj bazi filmova IMDb-a